# 강릉실내종합체육관
강릉실내종합체육관(江陵室內綜合體育館)은 대한민국 강원특별자치도 강릉시 종합운동장길 32 강릉올림픽파크에 위치하고 있는 실내 경기장이다. 강릉시가 강원도에서 주최되는 1999년 동계 아시안 게임을 위해 건립키로 하였으며, 1997년에 착공해 1998년에 개장하였고 1999년 동계 아시안 게임을 비롯하여 4대륙 피겨 선수권 및 쇼트트랙 선수권 경기 등 많은 국제 스포츠 대회를 개최하였다.
규모는 지하1층 ~ 지상4층에 대지면적 8,231평, 건축연면적은 5,180평이다. 경기장 내부에는 최대 2면의 아이스링크(61m×30m)를 갖추고 있으며, 3,400여명을 수용할 수 있다. 지상부는 필요시 국제 규격의 아이스링크로 전환되며 관람석, 사무실, 휴게실 등 편의시설과 경기 시설을 갖추고 있다. 지하에는 상설 보조 아이스링크 1면과 관람석, 선수 대기실 등이 있다.
2018년 평창동계올림픽과 평창 동계 패럴림픽의 컬링 종목이 열릴 계획으로 대회를 앞두고 리모델링 공사가 진행되었다. 개최지로서의 공식 명칭은 강릉 컬링 센터(Gangneung Curling Centre)로 정해졌다.

## 국제 대회
강릉실내종합체육관은 다음과 같은 국제 스포츠 대회를 유치하였다.
- 1999년 동계 아시안 게임
- 2005년 4대륙 피겨 선수권 대회
- 2007년 세계 쇼트트랙 선수권 대회
- 2009년 세계 여자 컬링 선수권 대회
- 2011년 세계 주니어 피겨 선수권 대회
- 2013년 평창 스페셜 동계 올림픽
- 2017년 세계 주니어 컬링 선수권 대회
- 2018년 평창 동계 올림픽 및 평창 동계 패럴림픽(컬링 종목)
- 2024년 2024년 동계 청소년 올림픽(예정)

## 갤러리

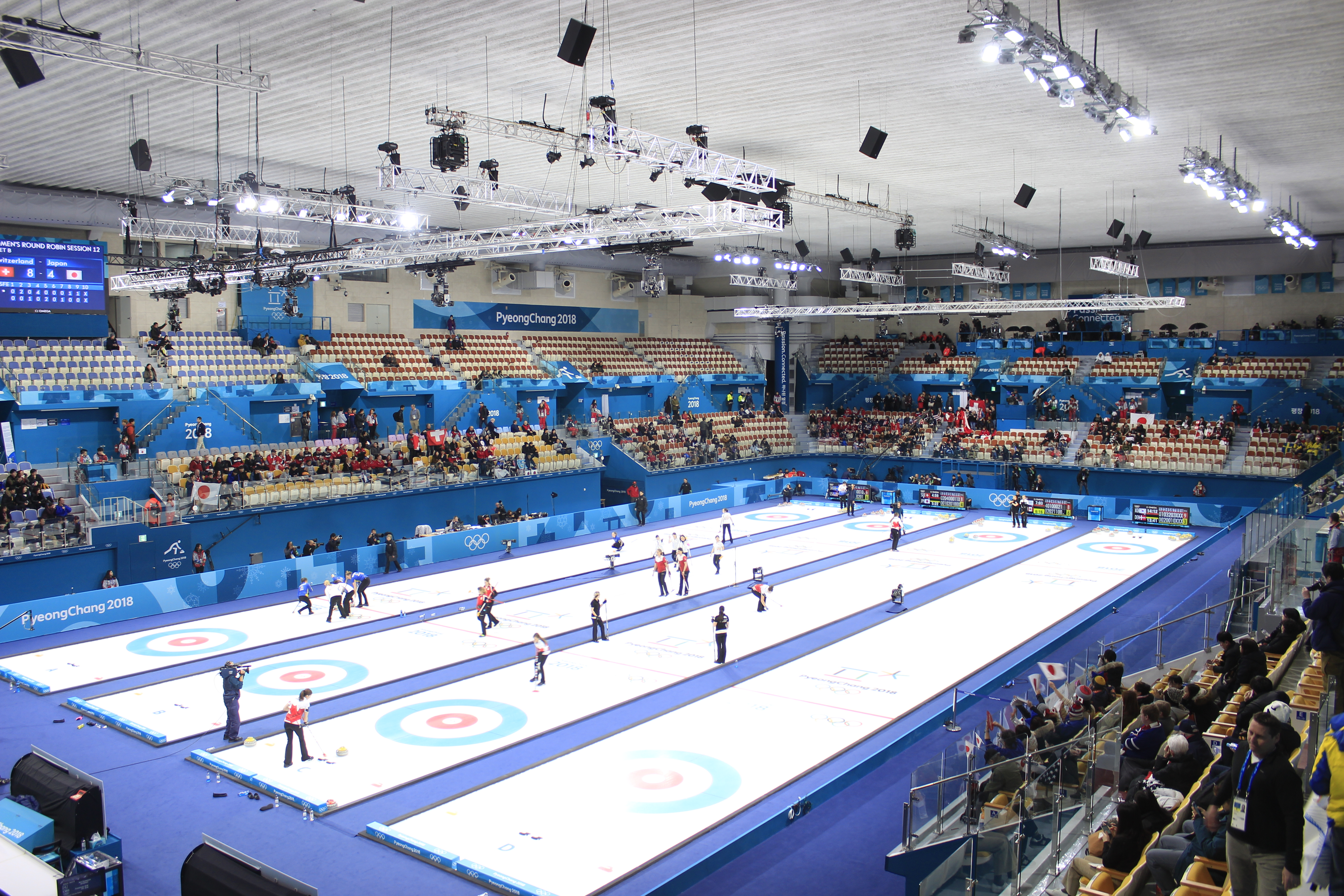
강릉 컬링센터의 내부 전경
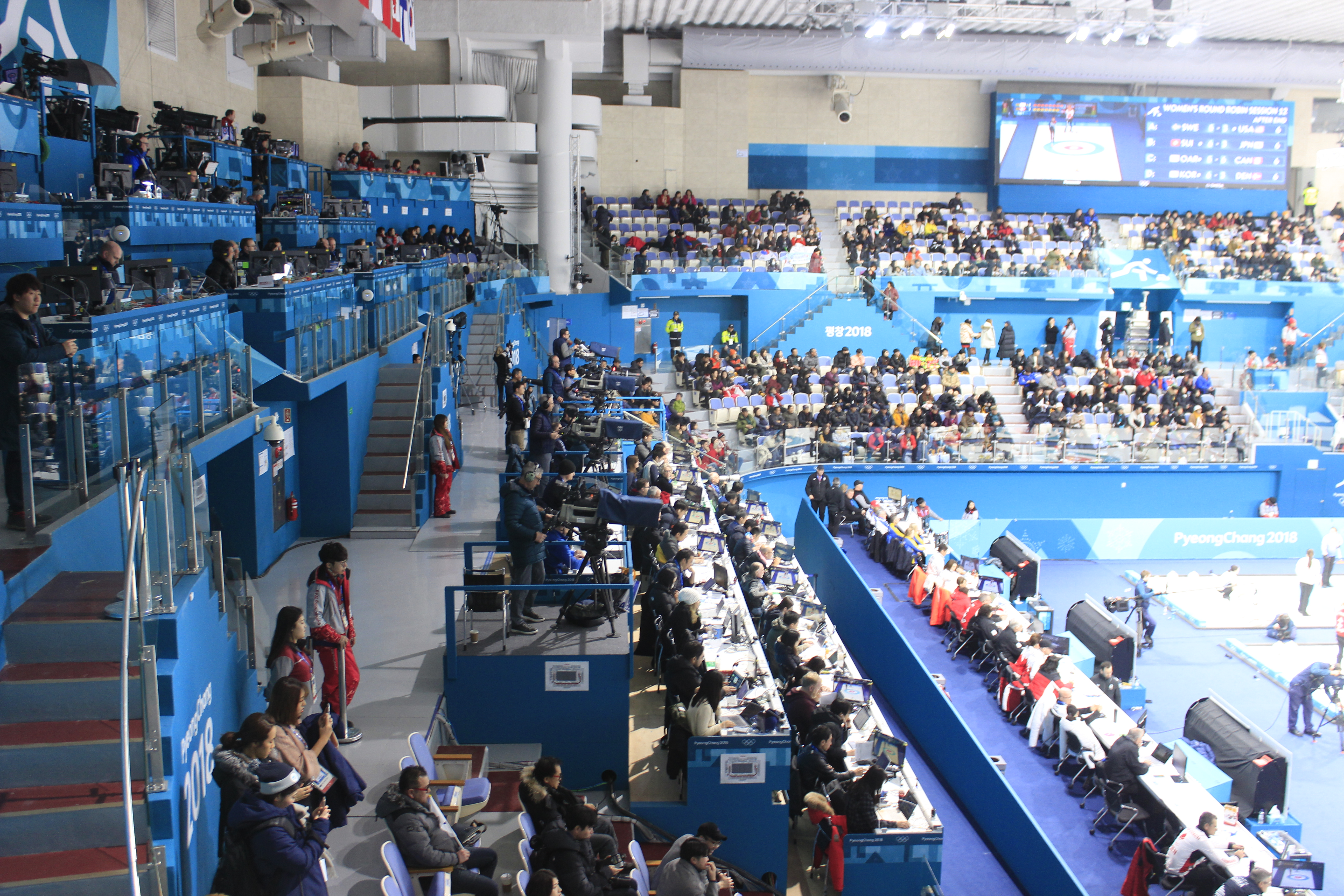
강릉 컬링센터의 중계석 및 프레스석
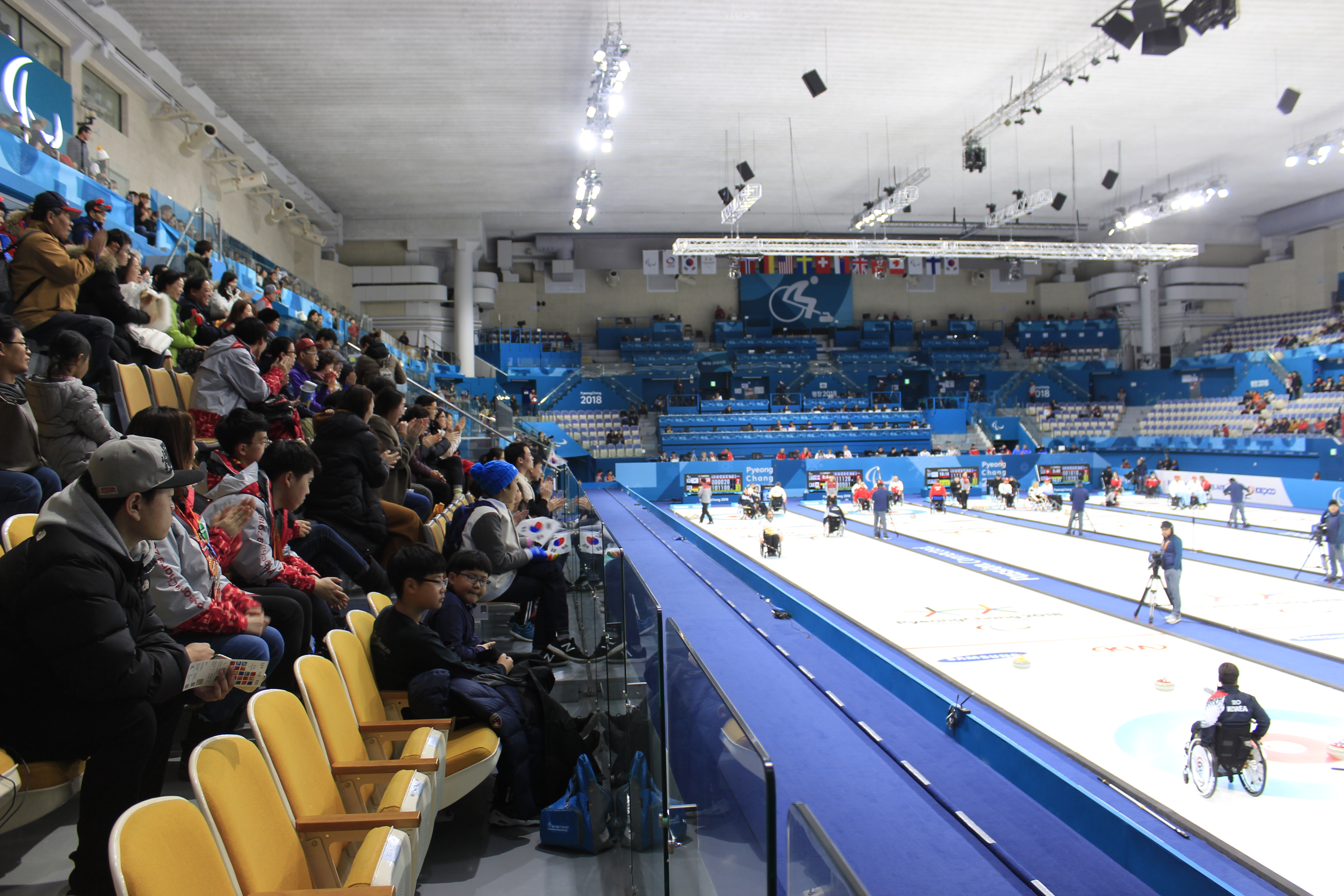
패럴림픽 경기가 열린 강릉 컬링센터의 전경
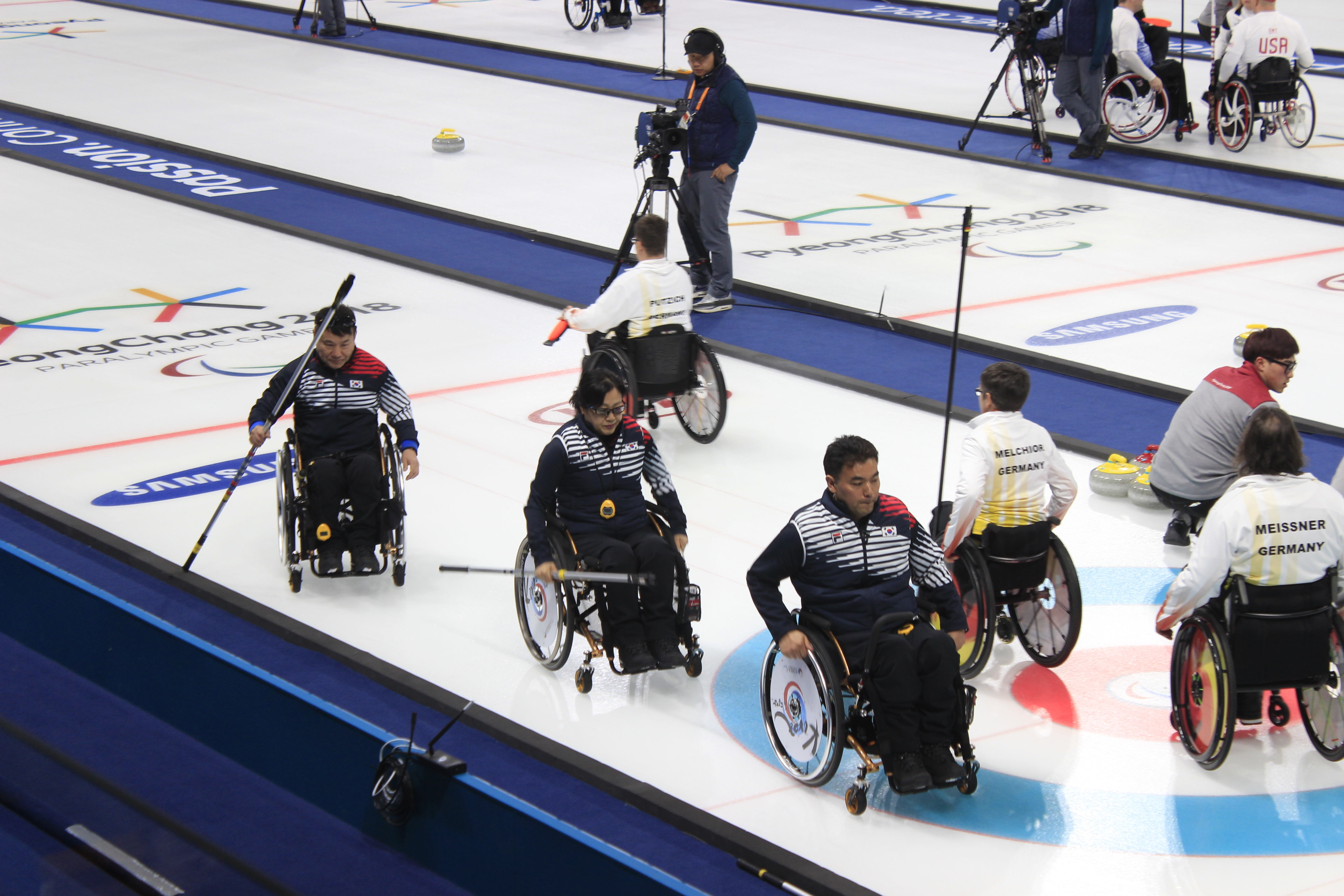
패럴림픽 경기가 열린 강릉 컬링센터에서 경기하는 대한민국 대표팀